# Colfax, Washington
Colfax är administrativ huvudort i Whitman County i delstaten Washington i USA. Orten har fått namn efter USA:s 17:e vicepresident Schuyler Colfax. Vid 2010 års folkräkning hade Colfax 2 805 invånare.

## Kända personer från Colfax
- John Kitzhaber, politiker
- Morten Lauridsen, kompositör